# الطريق الرابع
الطريق الرابع هو منهج لتطوير الذات، طوره جورج غوردجييف على مدار سنوات من السفر في الشرق (تقريبًا من سنة 1890 إلى 1912). يجمع وينسق ما رآه على أنه ثلاثة «طرق» أو «مدارس» تقليدية ثابتة: تلك الخاصة بالجسد  والعواطف والعقل أو الفقراء والرهبان واليوغيون على التوالي. غالبًا ما يشير الطلاب إلى الطريق الرابع باسم «العمل» أو «العمل على الذات» أو «النظام». الأصول الدقيقة لبعض تعاليم غوردجييف ما زالت غير معروفة، ولكن اقترحت لها مصادر مختلفة.
استخدم تلميذه أوسبنسكي مصطلح «الطريق الرابع» في محاضراته وكتاباته. بعد وفاة أوسبنسكي، نشر طلابه كتابًا بعنوان الطريق الرابع بناءً على محاضراته.  
وفقًا لهذا النظام، فإن المدارس أو الطرق التقليدية الثلاثة هي أشكال دائمة بقيت عبر التاريخ غالبًا دون تغيير، وهي قائمة على أساس الدين. فأينما توجد مدارس اليوغيين أو الرهبان أو الفقراء، يصعب تمييزها عن المدارس الدينية. يختلف الطريق الرابع في أنه ليس طريقًا دائمًا. ليست له أشكال أو مؤسسات محددة، يأتي ويذهب تحت سيطرة بعض القوانين المعينة الخاصة بها.
عند الانتهاء من هذا العمل، أي عندما يجري تحديد الهدف قبل تحقيقه، يختفي الطريق الرابع، أي أنه يختفي من المكان المحدد، ويختفي في شكله المحدد، وربما يستمر في مكان آخر في شكل آخر. توجد مدارس الطريق الرابع لاحتياجات العمل الذي تُنفذ فيما يتعلق بالتعهد المقترح. لم توجد أبدًا من تلقاء نفسها بوصفها مدارس لغرض التربية والتعليم.
يتناول الطريق الرابع مسألة مكان البشرية في الكون وإمكانيات التطور الداخلي.  ويؤكد أن الناس يعيشون بطبيعة الحال ضمن حالة يشار إليها على أنها شبه منومة «نوم اليقظة»، في حين أن المستويات الأعلى من الوعي والفضيلة ووحدة الإرادة ممكنة.
يعلم الطريق الرابع كيفية زيادة وتركيز الانتباه والطاقة بطرائق مختلفة، والتقليل من أحلام اليقظة وغياب الذهن. هذا التطور الداخلي في الذات هو بداية عملية تغيير أخرى محتملة، هدفها تحويل الإنسان إلى «ما يجب أن يكون عليه».

## رة عامة
اعتقد أتباع غوردجييف أنه كان سيدًا روحيًا وإنسانًا مستيقظًا أو مستنيرًا تمامًا. كان يُنظر إليه أيضًا على أنه مختص روحي أو عالم تنجيم. وافق على أن التدريس محصور على فئة معينة ولكنه ادعى أنه لم يكن أيًا منه محجوب في سرية ولكن الكثير من الناس يفتقرون إلى الاهتمام أو القدرة على فهمه. قال غوردجييف «إنّما تم وضعه هنا هو دعم ذاتي تمامًا ومستقل عن الخطوط الأخرى ولم يكن معروفًا تماما حتى الوقت الحاضر».
يعلّم الطريق الرابع أن الروح الذي يولد بها الإنسان تحاصرها الشخصية وتبقى نائمة تاركة المرء غير واعٍ تمامًا، مع أنّ الاعتقاد بأنه كذلك. يجب على الإنسان أن يحرر الروح باتباع تعاليم يمكن أن تؤدي إلى هذا الهدف أو «لا يذهب إلى أي مكان» عند موت جسده. إذا كان الشخص قادرًا على تلقي التعاليم والعثور على مدرسة، فإنه عند وفاة الجسد المادي «سوف يذهب إلى مكان آخر». يولد البشر نائمين ويعيشون في نومهم ويموتون خلال النوم ويتخيلون فقط أنهم مستيقظون مع استثناءات قليلة. «وعي» اليقظة العادي للبشر ليس وعيًا على الإطلاق، ولكنه مجرد شكل من أشكال النوم.
درَّس غوردجييف «الرقصات المقدسة» أو «الحركات»، التي تُعرف الآن باسم حركات غوردجييف، وتؤديها مجموعة معًا. ترك مجموعة من الموسيقى مستوحاة من تلك التي سمعها في الأديرة النائية وأماكن أخرى، التي كُتبت من أجل آلة البيانو بالتعاون مع أحد تلاميذه، توماس دي هارتمان.

## الطرائق الثلاث
علم غوردجييف أن المسارات التقليدية للتنوير الروحي اتبعت إحدى هذه الطرق الثلاث:
- طريق الفقير

يعمل الفقير على الحصول على التمكن من الانتباه (إتقان الذات) عبر النضال مع «السيطرة» على الجسد المادي متضمنًا التدريبات الجسدية والمواقف الصعبة.
- طريق الراهب

يعمل الراهب على الحصول على التمكن من الانتباه ذاته (إتقان الذات) خلال النضال مع «السيطرة» على المشاعر، في مجال القلب كما نقول، الذي يجري تأكيده في الغرب، وأصبح معروفًا بوصفه طريقة للإيمان بسبب ممارسته خاصة في الكاثوليكية.
- طريق يوغي

يعمل اليوغي للحصول على إتقان الانتباه نفسه (كما في السابق: «إتقان الذات») عبر الصراع مع «السيطرة» على العادات والقدرات العقلية.
أصر غوردجييف على أن هذه المسارات، مع أنها قد تنوي السعي إلى إنتاج إنسان متطور بالكامل، تميل إلى تنمية خصائص معينة على حساب الآخرين. في حقيقة الأمر كان هدف الدين أو الروحانية هو إنتاج إنسان متوازن ومتجاوب وعقلاني قادر على التعامل مع جميع الاحتمالات التي قد تطرحها الحياة. لذلك أوضح غوردجييف أنه من الضروري إيجاد طريقة تكامل وتجمع بين الطرق الثلاث التقليدية.

### الطريق الرابع
قال غوردجييف إن طريقه الرابع كان وسيلة أسرع من الطرائق الثلاث الأولى لأنه جمع في الوقت نفسه العمل على المراكز الثلاثة بدلًا من التركيز على أحدها. يمكن أن يتبعه الناس العاديون في الحياة اليومية، ولا يحتاجون إلى الاعتزال في الصحراء. الطريق الرابع يتضمن شروطًا معينة يفرضها المعلم، لكن لا يشجع على القبول الأعمى لها. يُنصح كل طالب بالقيام بما يفهمه فقط والتحقق من أفكار التدريس بأنفسهم.
وثق أوسبنسكي غوردجييف إذ قال: «منذ ألفي أو ثلاثة آلاف عام وجدت طرق أخرى لم تعد موجودة ولم تكن الطرق الموجودة آنذاك منقسمة، لقد كانت أقرب إلى بعضها بعضًا. يختلف الطريق الرابع عن الطرق القديمة والجديدة من طريق حقيقة أنه ليس طريقًا دائمًا. ولا يمتلك أشكال محددة ولا توجد مؤسسات مرتبطة به».
يقتبس أوسبنسكي من غوردجييف أن هناك مدارس مزيفة وأنه «من المستحيل التعرف على طريقة خاطئة دون معرفة الطريقة الصحيحة». وهذا يعني أنه لا فائدة من إزعاج المرء لنفسه في كيفية التعرف على الطريقة الخاطئة، يجب على المرء أن يفكر في كيفية العثور على الطريق الصحيح.

## روابط خارجية
النشرة العربية عن تعاليم جورج غوردجييف: https://gurdjieffarabic.org/